# Weißkirchen (Oberursel)

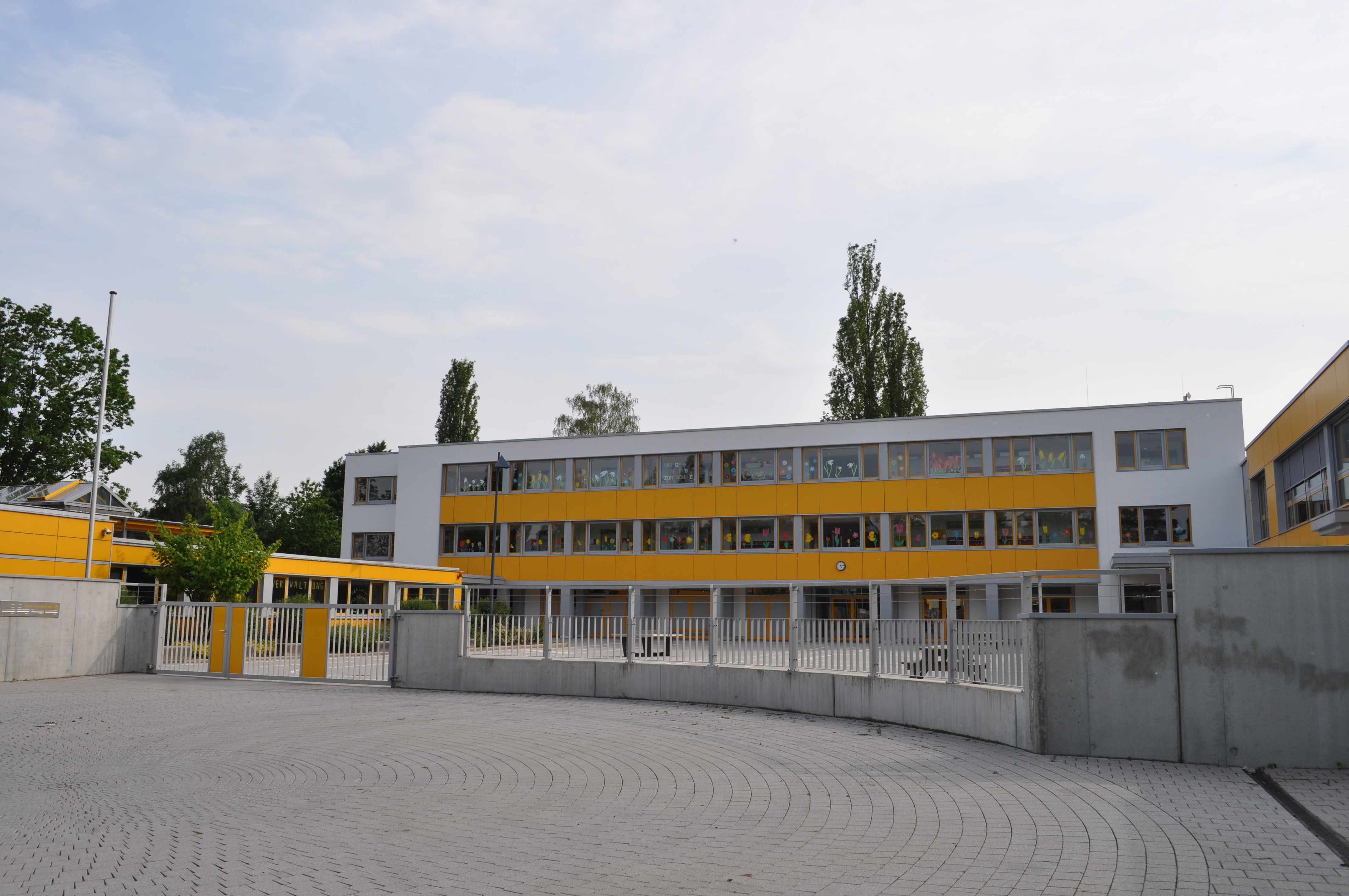
Grundschule

Weißkirchen ist einer der vier äußeren Stadtteile der Stadt Oberursel im südhessischen Hochtaunuskreis in Hessen.

## Geographie
Weißkirchen liegt südöstlich der Kernstadt und grenzt an die Städte Steinbach (Taunus) und Frankfurt am Main. Der Stadtteil wird von dem in der Gemarkung Oberursel entspringenden Urselbach durchflossen, der auf Frankfurter Gebiet in die Nidda mündet.

## Geschichte
- 1255: Als Wizenkirchen wird Weißkirchen in einer Abschrift eines Lehensverzeichnisses erstmals urkundlich erwähnt. Die Ortsgründung liegt jedoch vor diesem Zeitpunkt. Deshalb legte die Stadtverwaltung 1980 das Jubiläumsdatum auf den 24. Juni 818 fest.
- 1622: Weißkirchen wird wie viele Orte auch vom Dreißigjährigen Krieg nicht verschont. So kommt es zur Brandschatzung des Ortes und im weiteren Verlauf mehrfach zu Plünderungen.
- 1860: Die Homburger Bahn von Frankfurt nach Bad Homburg vor der Höhe nimmt ihren Betrieb auf, und auch Weißkirchen erhält einen kleinen Bahnhof.
- 1972: Die bis dahin selbständige Gemeinde Weißkirchen wird am 1. April 1972 in die Stadt Oberursel eingemeindet.[2]

## Religionen
- 1310/50: Bau der ersten Kirche

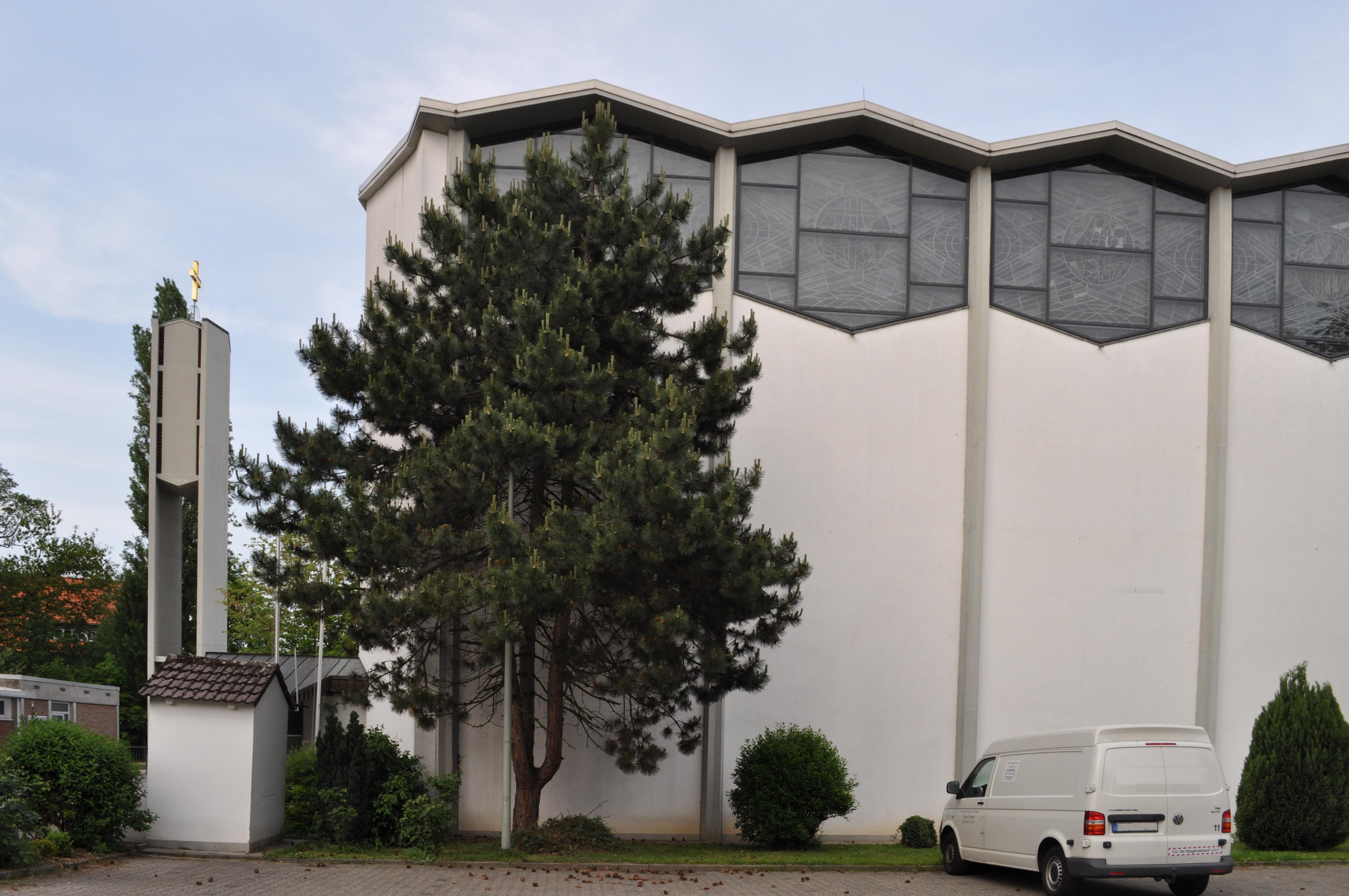
Kirche St. Crutzen

- 1827: Der Weißkirchener Pfarrer Jakob Brand wird zum ersten Bischof des neu gegründeten Bistums Limburg berufen.
- 1955: Bildung der evangelischen Kirchengemeinde Stierstadt/Weißkirchen
- 1992: Umbenennung der ev. Gemeinde in Versöhnungsgemeinde.

## Politik

### Bürgermeister
- 1848–1853: Jakob Diehl
- 1854–1883: Phillip Anton Hieronymi
- 1883–1898: Jacob Herr
- 1898–1899: Josef Diehl
- 1899–1921: Karl Andreas Hieronymi
- 1921–1932: Johann Kleebach
- 1932–1933: Gottfried Lipp (kommissarisch)
- 1933–1935: Johann Harth
- 1935–1945: Heinrich Keller (NSDAP)
- 1945–1946: Johann Kleebach
- 1946–1952: Hans Gauf (SPD)
- 1952–1968: Franz Dietz (FWG)
- 1968–1972: Albert Jung (CDU)

### Ortsvorsteher
- 1972: Josef Geißler
- 1972–1978: Heinz Fronapfel (FWG)
- 1978–1985: Franz Simon (FWG/CDU)
- 1985–1997: Hans Gerlach (CDU)
- 1997–2001: Kurt Hofmann (CDU)
- 2001–2010: Thorsten Schorr (CDU)
- 2010–2011: Elke Benner (CDU)
- 2011–2023: Nikolaus Jung (CDU)
- seit 23. März 2023: Susanne Kügel (CDU)

### Wappen
Am 3. April 1965 wurde der Gemeinde Weißkirchen im Obertaunuskreis (Regierungsbezirk Wiesbaden) ein redendes Wappen verliehen.
Blasonierung: „In Rot eine silberne Kirche in Vorderansicht mit schwarzer Türöffnung. Auf dem Turm ein goldenes Kreuz, über dem Schiff die Großbuchstaben W und K in Silber.“

## Kultur und Sehenswürdigkeiten

### Bauwerke
Kirche St. Crutzen

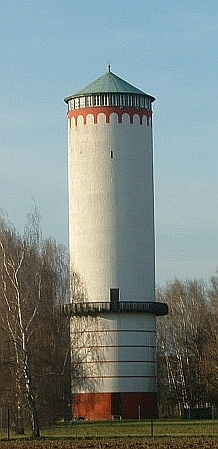
Wasserturm am S-Bahnhof

Die alte katholische Johanniskirche in Weißkirchen wurde nach dem Zweiten Weltkrieg zu klein, da die katholische Bevölkerung durch die Flüchtlinge und Vertriebenen stark wuchs. Daher erfolgte 1961/63 der Bau der heutigen römisch-katholischen Kirche St. Crutzen. Der Name der Kirche geht zurück auf Kirche und Kloster St. Crutzen (Heiliges Kreuz), die in Frankfurt-Kalbach am Riedberg lag.
Der Bau ist von außen ein Betonbau im Stil der 1960er Jahre mit getrenntem Glockenturm. Auffällig ist das aufgefaltete Dach mit den Glasfenstern im oberen Viertel. Auch wenn der Bau von außen unverkennbar ein Werk der Neuzeit ist, befinden sich im Inneren eine Marienstatue mit Kind im Seitenschiff (um 1750) sowie eine Statue der heiligen Barbara am Seiteneingang aus der alten Johanniskirche.
Wasserturm
Weithin, besonders von Frankfurt aus sichtbar ist der als Weißkircher Wahrzeichen geltende Wasserturm auf dem Versuchsgelände der Firma Mazda, ein Industriedenkmal. In dem 42,2 m hohen Bauwerk speicherte die früher hier angesiedelten Erste Süddeutschen Ceresinfabrik Schütz 200 m³ Wasser. In Form von Dampf diente es zur Verflüssigung der Rohwachse, als Kühlwasser dann zur Verfestigung der hergestellten Kerzen.

### Naturdenkmale

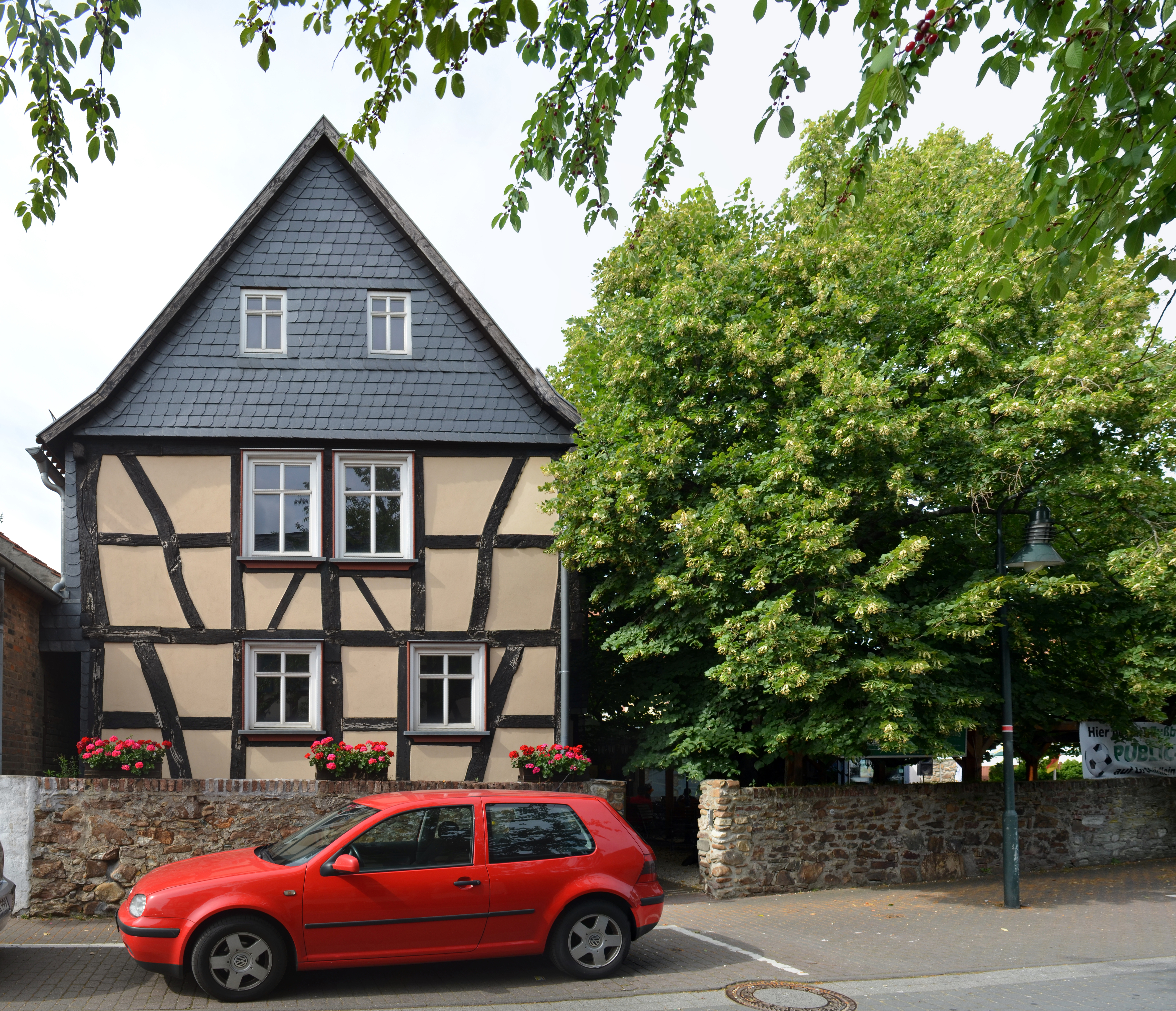
Stufenlinde am Urselbach
Die frühere Dorf- und Gerichtslinde steht auf dem – inzwischen zum Gasthausgarten gewordenen – ehemaligen Dorfplatz am Urselbach und repräsentiert den alten Dorfmittelpunkt von Weißkirchen. Die etwa 800 Jahre alte Sommerlinde ist eine geleitete und gestützte Stufenlinde mit außergewöhnlich ausladendem und bizarrem Wuchs. Der als Naturdenkmal ausgewiesene Baum ist das einzige Exemplar einer geleiteten Linde im Hochtaunuskreis. Das Landesgeschichtliche Informationssystem Hessen (LAGIS) bezeichnet den Platz unter der Linde als eine historische Gerichtsstätte.

### Vereine
Der Vereinsring Weißkirchen/Taunus
ist eine Interessengemeinschaft von Vereinen und Kirchengemeinden des Oberurseler Stadtteils. Er koordiniert die Veranstaltungstermine und unterstützt die Zusammenarbeit zwischen den Mitgliedsorganisationen.
Gesangverein Germania 1873 Weißkirchen/Ts. e. V.
Der älteste der Weißkircher Vereine ist mit seiner Gründung am 1. Januar 1873 der Gesangverein Germania 1873 Weißkirchen/Ts. e. V.

## Wirtschaft und Infrastruktur

### Verkehr

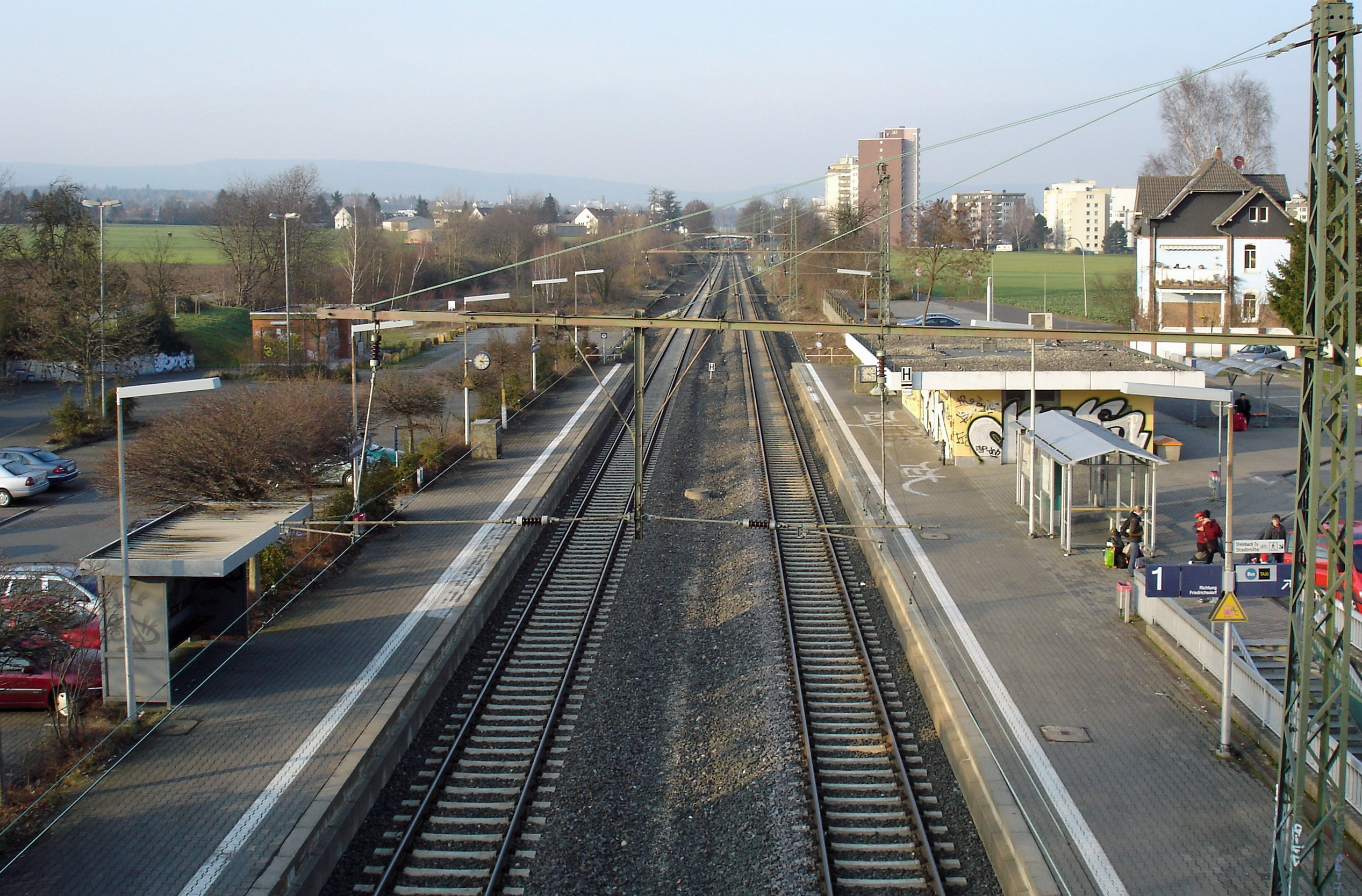
S-Bahnhof am westlichen Rand

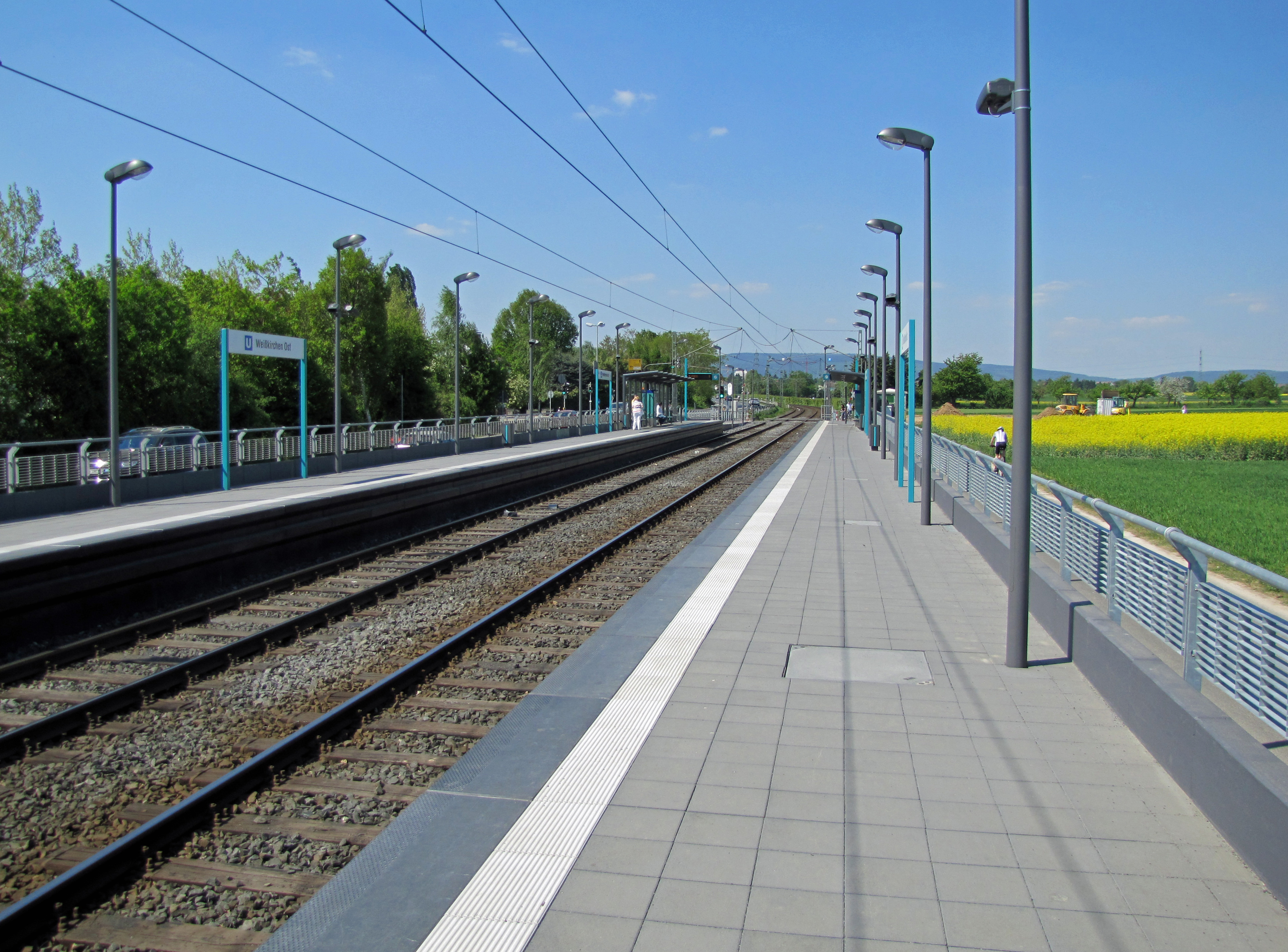
U-Bahn, Ostseite

Der S-Bahnhof Oberursel-Weißkirchen/Steinbach liegt etwa in der Mitte zwischen Weißkirchen und Steinbach und wird von der S 5 bedient. Die U-Bahn tangiert den östlichen Ortsrand.
| Linie | Verlauf | Takt                                               |
| ----- | --- | -------------------------------------------------- |
| S5    | Friedrichsdorf (Taunus) – Seulberg – Bad Homburg – Oberursel (Taunus) – Oberursel-Stierstadt – Oberursel-Weißkirchen/Steinbach – Frankfurt-Rödelheim – Frankfurt (Main) West – Frankfurt am Main Messe – Frankfurt (Main) Galluswarte – Frankfurt (Main) Hbf tief – Frankfurt (Main) Taunusanlage – Frankfurt (Main) Hauptwache – Frankfurt (Main) Konstablerwache – Frankfurt (Main) Ostendstraße – Frankfurt (Main) Lokalbahnhof – Frankfurt (Main) Süd                   | 30 min 15 min (Bad Homburg–Frankfurt Süd werktags) |
| S3    | Südbahnhof – Schweizer Platz – Willy-Brandt-Platz – Hauptwache – Eschenheimer Tor – Grüneburgweg – Holzhausenstraße – Miquel-/Adickesallee – Dornbusch – Fritz-Tarnow-Straße – Hügelstraße – Lindenbaum – Weißer Stein – Heddernheim – Zeilweg – Wiesenau – Niederursel – Weißkirchen Ost – Bommersheim – Oberursel Bahnhof – Oberursel Stadtmitte – Oberursel Altstadt – Oberstedter Straße – Glöcknerwiese – Kupferhammer – Rosengärtchen – Waldlust – Oberursel-Hohemark | 15 min (werktags) 30 min (sonn-/feiertags)         |

### AFN-Sender

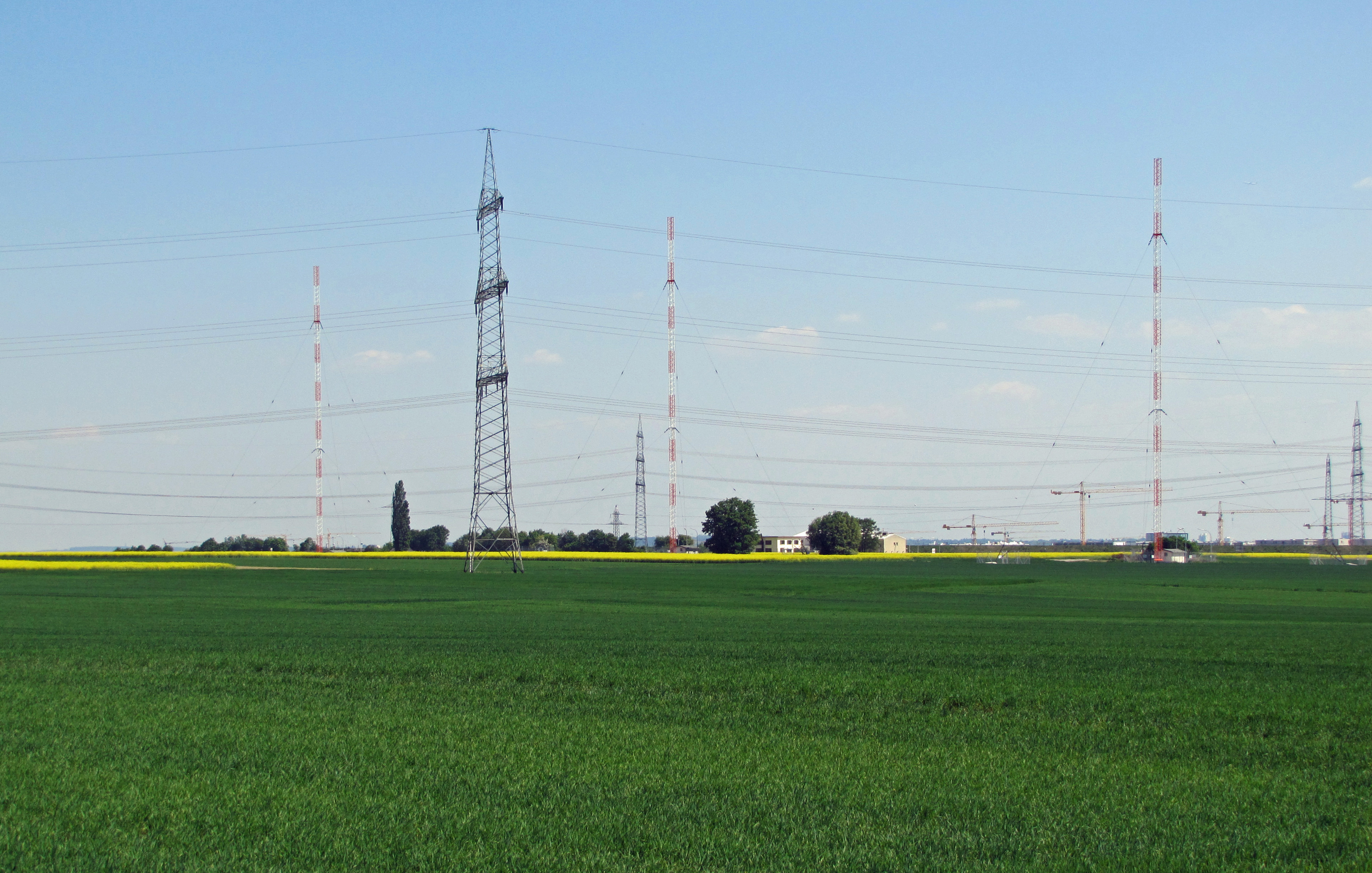
Sender Weißkirchen am 25. April 2011, zwei Jahre vor der Abschaltung

In Weißkirchen betrieb das American Forces Network (AFN) von 1951 bis 2013 seinen leistungsstärksten Sender in Deutschland. Gesendet wurde auf Mittelwelle 873 kHz mit einer Sendeleistung von 150 kW.
Die Sendeantenne bestand aus drei gegen Erde isolierten, 86 Meter hohen, abgespannten Stahlgittermasten, die zwischen 1954 und 1955 errichtet wurden und in einer Reihe mit gegenseitigem Abstand von 140 Metern angeordnet waren. Tagsüber wurde Rundstrahlung angewandt und die Sendeenergie nominell über den mittleren Sendemast abgestrahlt. Nachts wurden für eine stärker gerichtete Abstrahlung alle drei Sendemasten gespeist.
Am 31. Mai 2013 wurde der Sender abgeschaltet. Als Abschaltzeitpunkt war 16:00 Uhr geplant, tatsächlich endete der Betrieb schon um 15:12 Uhr. Begründet wurde die Abschaltung mit zu hohen Energiekosten von rund 400.000 Euro jährlich. Die Masten blieben vorerst noch stehen, sie wurden am 23. April 2015 um 13:00 Uhr durch Sprengung zu Fall gebracht und abgebaut. Erst wenige Jahre zuvor war für einen Millionenbetrag ein neuer Sender installiert und die Antennenanlage umgebaut worden.
Der Sender Weißkirchen des American Forces Network sollte nicht mit dem ebenfalls abgebauten Sender Weiskirchen des Hessischen Rundfunks (HR) im Landkreis Offenbach verwechselt werden.

## Persönlichkeiten

### Söhne und Töchter der Gemeinde
- Jakob Herr (1867–1950), deutscher römisch-katholischer Priester
- Johann Schmidt (1895–1977), deutscher Sprachforscher

### Mit der Gemeinde verbundene Persönlichkeiten
- Jakob Brand (1776–1833), deutscher Bischof der Diözese Limburg an der Lahn
- Aloys Henninger (1814–1862), nassauischer Dichter und Schriftsteller
- Lia Wöhr (1911–1994), deutsche Schauspielerin, Regisseurin, Tänzerin, Sängerin und Fernsehproduzentin
- Dorothea Henzler (* 1948), deutsche Politikerin (FDP), Kultusministerin in Hessen

## Belege
1. ↑  Einwohnerzahlen im Internetauftritt der Stadt Oberutsel (Taunus), abgerufen am 14. April 2018.
2. ↑  Statistisches Bundesamt (Hrsg.): Historisches Gemeindeverzeichnis für die Bundesrepublik Deutschland. Namens-, Grenz- und Schlüsselnummernänderungen bei Gemeinden, Kreisen und Regierungsbezirken vom 27. 5. 1970 bis 31. 12. 1982. W. Kohlhammer GmbH, Stuttgart und Mainz 1983, ISBN 3-17-003263-1, S. 373.
3. ↑  Genehmigung eines Wappens der Gemeinde Weißkirchen, Landkreis Obertaunuskreis, Regierungsbezirk Wiesbaden vom 3. April 1965. In: Der Hessische Minister des Inneren (Hrsg.): Staatsanzeiger für das Land Hessen. 1965 Nr. 16, S. 436, Punkt 369 (Online beim Informationssystem des Hessischen Landtags [PDF; 2,0 MB]).
4. ↑  Kirchenführer Hochtaunus, abgerufen am 14. Januar 2016 (S. 58 PDF; 4,8 MB)
5. ↑  Bernd Ochs: Die Firma Georg Schütz GmbH – Erste Süddeutsche Ceresinfabrik in Weißkirchen (Taunus) und ihr Zwangsarbeiterlager, Heft 50-2011 der Mitteilungen des Vereins für Geschichte und Heimatkunde Oberursel e. V. (PDF)
6. ↑  „Geleitete Linde in Weißkirchen“ im Baumregister bei www.baumkunde.de
7. ↑  Weißkirchen, Linde. Gerichtsstätten in Hessen.  In: Landesgeschichtliches Informationssystem Hessen (LAGIS).
8. ↑  Webseite über den AFN Sender (Memento vom 3. September 2011 im Webarchiv archive.today)
9. ↑  AFN schaltet Mittelwellensender Weißkirchen ab. In: dxaktuell.de
10. ↑  Ein Stück Radiogeschichte geht zu Ende. (Seite nicht mehr abrufbar, festgestellt im Februar 2023. Suche in Webarchiven)  Info: Der Link wurde automatisch als defekt markiert. Bitte prüfe den Link gemäß Anleitung und entferne dann diesen Hinweis. In: Taunuszeitung, 1. Juni 2013
11. ↑  RadisEins: Abbruch der Mittelwellenantenne Weißkirchen angekündigt (Memento vom 20. April 2015 im Webarchiv archive.today)
12. ↑  Video der Sprengung bei YouTube, abgerufen am 20. November 2016.
13. ↑  radioeins.de: AFN schaltet 873 kHz ab (Memento vom 1. Juli 2013 im Webarchiv archive.today)